# Baker Motor Vehicle Company

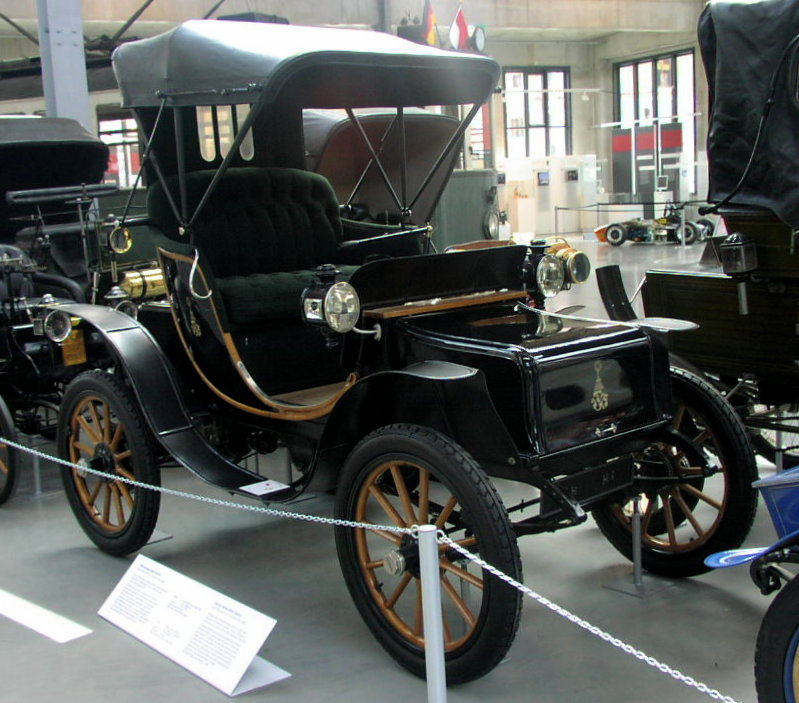
Baker-Modell von 1908 im Deutschen Museum

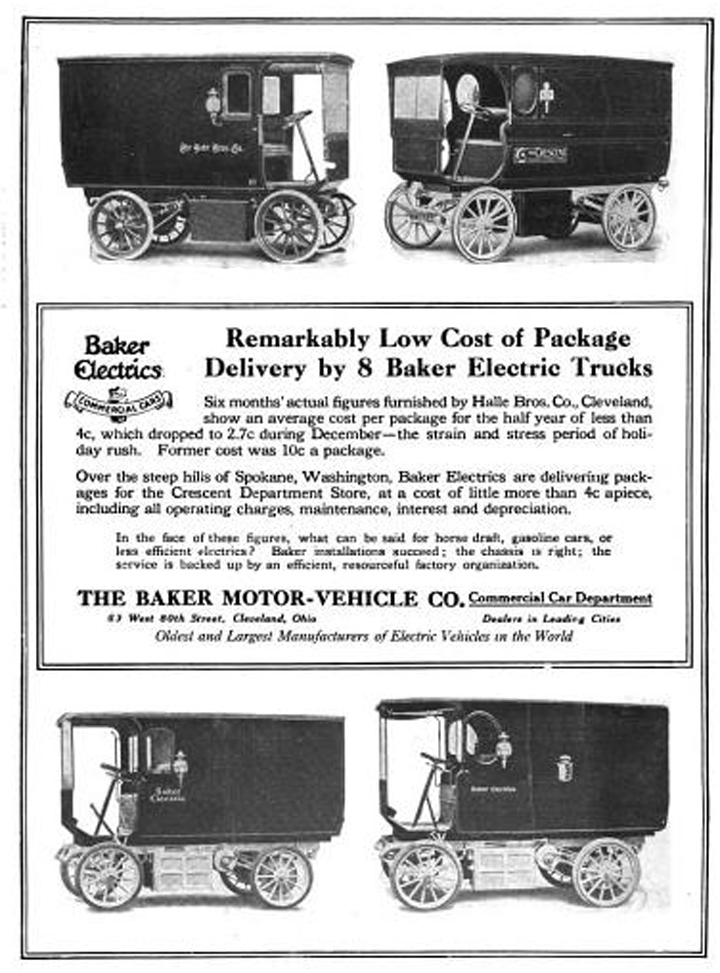
Anzeige für Baker Electric Lieferwagen (1912)

Die Baker Motor Vehicle Company war ein Hersteller von Elektroautos um die Jahrhundertwende von 1899 bis 1914 in Cleveland, Ohio. Die Fabrik lag in der Euclid Avenue.

## Geschichte
Das erste Auto war der Baker Electric, ein Zweisitzer, der zum Preis von 850 US-Dollar verkauft wurde, das entspräche inflationsbedingt 26.640 US-Dollar im Jahr 2025. Eines der Fahrzeuge wurde an Thomas Edison als dessen erstes Fahrzeug verkauft.
1904 erweiterte Baker seine Produktpalette um zwei Zweisitzer mit verstärkter Holzkarosserie, zentral montierten Elektromotoren und zwölfzelligen Bleiakkumulatoren. Der Stanhope kostete 1.600 Dollar, hat ein Gewicht von 431 kg, einen Motor mit 1,75 kW und ein Dreiganggetriebe. Das Auto erreichte eine Geschwindigkeit von 23 km/h.
Im Jahr 1906 fertigte Baker 800 Autos, was ihn zum größten Elektroautomobilhersteller damaliger Zeit machte.
Im Jahr 1907 baute Baker 17 verschiedene Automodelle vom kleinsten Stanhope bis zum größten Wagen, dem Inside Drive Coupe, so z. B. auch den 4000 Dollar teuren Extension Front Brougham, dessen Fahrersitz sich hoch hinter den Passagieren befand und einem Hansom Cab nachgebildet war.
Nach dem 1914 erfolgten Zusammenschluss mit dem Elektroauto- und Karosseriehersteller Rauch & Lang aus Cleveland lautete die Firma Baker, Rauch & Lang Company. Der Markenname blieb aber bei Baker. Die letzten Pkw wurden 1916 gebaut.
Der Baker Torpedo, das Rennfahrzeug von Gründer Walter C. Baker, war das erste Auto mit Sicherheitsgurt. Der Wagen fuhr mehr als 120 km/h.
Zwischen 1908 und 1916 entstanden auch Lastkraftwagen mit einer Nutzlast bis zu 5 Tonnen.